# Prefectura Tochigi
Prefectura Tochigi (栃木県 Tochigi-ken?) este una din prefecturile din Japonia.

## Geografie

### Municipii
Prefectura cuprinde 14 localități cu statut de municipiu (市):
| - Ashikaga - Kanuma - Mōka - Nasukarasuyama | - Nasushiobara - Nikkō - Ōtawara - Oyama | - Sakura - Sano - Shimotsuke | - Tochigi - Utsunomiya (centrul prefectural) - Yaita |

  Materiale media legate de prefectura Tochigi la Wikimedia Commons
1. ↑   (PDF), Geospatial Information Authority of Japan[*], p. 22 https://www.gsi.go.jp/KOKUJYOHO/MENCHO/backnumber/GSI-menseki20210101.pdf Lipsește sau este vid: |title= (ajutor)